# فالکلاند (کارولینای شمالی)
فالکلاند (به انگلیسی: Falkland) شهری در ایالت کارولینای شمالی کشور ایالات متحده آمریکا است که جمعیت آن در سرشماری سال ۲۰۱۰ میلادی، ۹۶ نفر بوده‌است.